# Inquisición mexicana

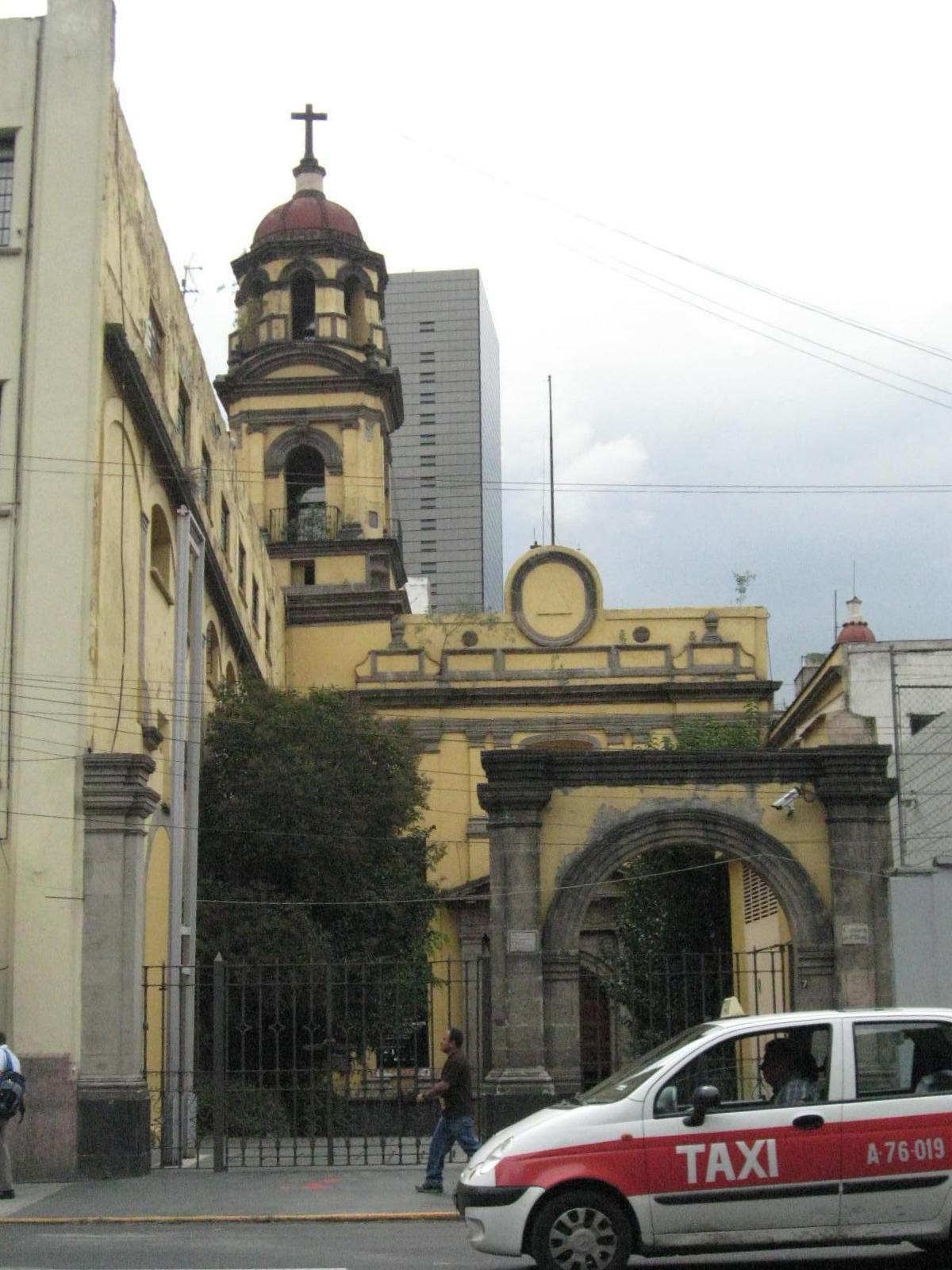
Convento de San Diego que contiene una placa en memoria de las víctimas de la Inquisición que fueron quemadas vivas en este lugar.

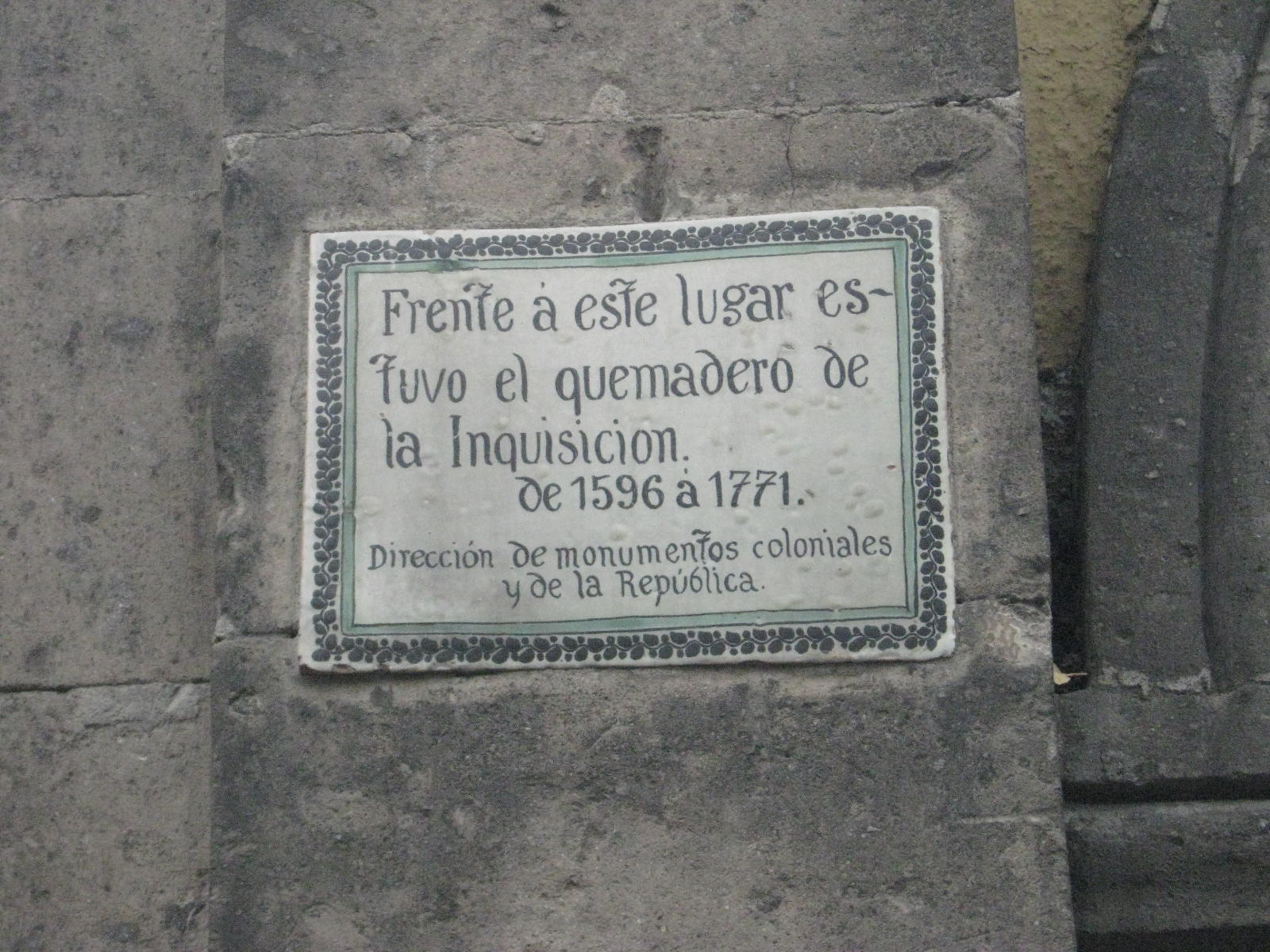
La placa en el frente del convento.

La Inquisición mexicana fue una extensión de la Inquisición española, un órgano de control de naturaleza político-religiosa y económica que rigió el mundo católico por más de 500 años, imponiendo su ideología a través del miedo. Sus raíces se encuentran en leyes antiguas de la Iglesia pero es en esta etapa en la que se forma con una estructura y una mayor efectividad. La conquista española de los pueblos americanos no fue solo una conquista política, se convirtió en una conquista espiritual y gracias a esto consolidó su poder en el Nuevo Mundo. A principios del siglo XVI la Reforma Protestante, la Contrarreforma y la Inquisición estaban en plena vigencia en casi toda Europa. Los españoles habían reconquistado la península ibérica, dándoles una posición especial dentro del reino católico, incluyendo libertad para la conversión de los pueblos nativos de Mesoamérica. La Inquisición se instituyó en el Nuevo Mundo por los reyes católicos, que encomendaron a la orden dominica del cumplimiento de la misma. Los sacerdotes dominicos fungían como jueces mientras que la condena se encontraba en manos de la autoridad civil. El Santo Oficio fue empleado por las mismas razones y en contra de los mismos grupos religiosos que en Europa (judíos y musulmanes conversos), quedando los indígenas fuera de su jurisdicción por ser cristianos nuevos y encontrarse en pleno proceso de evangelización. El establecimiento oficial de El Santo Oficio de la Inquisición ocurrió en la Ciudad de México y en Perú, en donde el Santo Oficio tenía su propio palacio, ahora el Museo de Medicina de la UNAM en la calle de República de Brasil en el Centro Histórico de la Ciudad de México, desde ahí mantenían control sobre el Virreinato de Nueva España y las islas Filipinas, ambas sedes se ubicaron en estas regiones en mayor parte al número de refugiados musulmanes y judíos. El período oficial de la Inquisición duró de 1571 a 1820.
Según datos de la Enciclopedia de México (edición 2000), la Inquisición mexicana ejecutó a alrededor de 50 personas durante su existencia. De un total de 324 personas procesadas entre 1571 y 1700 por practicar la religión judía, 29 fueron condenadas a muerte.

## Catolicismo español
La Inquisición Mexicana fue una extensión de lo que venía ocurriendo en España y en el resto de Europa desde tiempo atrás. El Catolicismo Español se había reformado bajo el reinado de Isabel la Católica (1479–1504), reafirmando doctrinas medievales y reforzando la disciplina y la práctica. Introdujo el Santo Oficio de la Inquisición en 1480, combinando la autoridad secular y religiosa en la materia. Gran parte del afán de reafirmar dogmas católicos tradicionales surgieron de la historia de la Reconquista. Aquellos que derrocaron la dominación musulmana de la península, estaban muy comprometidos con el propósito de hacer al catolicismo completamente dominante en donde pudieran. "Después del descubrimiento y conquista del Nuevo Mundo, el esfuerzo de esparcir la fe incluía la creencia de que los no cristianos de ahí se beneficiarían de la instrucción en la "verdadera fe."

## Introducción del Cristianismo a la Nueva España
Esta mezcla condujo a la dominación de la Corona española de todos los asuntos religiosos en la Nueva España. El papa Alejandro VI en 1493 y después El papa Julio II en 1508 otorgaron a la corona amplia autoridad sobre este ámbito con el objetivo de convertir a los indios al catolicismo. Oficiales españoles nombraron autoridades religiosas en México e incluso allá tenían el poder de rechazar las bulas papales. El proceso de evangelización y más tarde la Inquisición tenían motivaciones políticas. El objetivo de la conversión cristiana fue fortalecer las fuentes alternativas de legitimidad a la autoridad del tlatoani, o jefe de la unidad política básica de la ciudad-estado.
Los frailes Franciscanos empezaron el trabajo de evangelización a mitad de la década de 1520 y continuaron bajo el primer obispo en México, fray Juan de Zumárraga en 1530. Varios de los evangelistas franciscanos aprendieron las lenguas nativas y hasta registraron mucha de la cultura nativa, proporcionando mucho del conocimiento actual que se tiene de ellos. Los dominicos llegaron también en 1525. Ambos eran vistos como intelectuales y agentes de la Inquisición, debido a su papel como tales en España. Estas dos órdenes, junto con los agustinos, proporcionaron la mayoría del trabajo de evangelización en México. Para 1560, estas tres órdenes tenían más de 800 sacerdotes trabajando en la Nueva España. Más tarde los jesuitas llegarían en 1572. La cantidad de clero católico creció a 1500 en 1580 y después a 3000 para 1650. En los primeros años, la atención del clero se centró en la conversión de los indígenas. En los últimos años, sin embargo, el énfasis en las luchas entre órdenes religiosas así como segmentos de la sociedad europea tomarían precedente.
Una serie de tres concilios eclesiásticos se reunió en el curso del siglo XVI para dar forma a la recientemente establecida Iglesia en la Nueva España. En 1565, el Segundo Concilio Eclesiástico Mexicano, se reunió para discutir cómo implementar las decisiones del Concilio de Trento (1546–1563). El catolicismo habiendo sido impuesto aquí, fue fuertemente influenciado por la Contrarreforma y requirió total consentimiento de sus creyentes. Su objetivo principal no estaba en la creencia o conciencia individual sino en la observación colectiva de los preceptos y prácticas clericalmente ordenadas. Esta combinación de autoritarismo y colectivismo se transfirió a las Indias durante el curso del siglo XVI.
Este sentido de colectivismo permitió una cierta laxitud en la conversión de la población indígena. ya que eran similares muchas de las prácticas externas. Ambos sistemas entrelazaron la autoridad religiosa y secular, practicaron un tipo de bautizo con el posterior renombramiento del niño y la práctica de la comunión, tuvieron paralelismos en el consumo de las divinidades aztecas. Estudios franciscanos y dominicos sobre la cultura y lenguaje indígena llevaron a tener apreciación por ella. Fue diferente del Islam por el que la Reconquista había creado tanto desprecio. En su lugar, la religión indígena fue tildada como paganismo, y como una auténtica experiencia religiosa pero corrompida por influencias demoniacas. Mucho de esto fue apoyado por el hecho de que varios paralelismos podían ser trazados entre los dioses y los cultos a los santos así como a la Virgen María. Por esta razón, la evangelización no resultó en un ataque directo contra la creencia indígena, sino más bien en un intento de cambiar la creencia existente a un paradigma cristiano. Al final, si bien en teoría el cristianismo era tener absoluta supremacía en todas las cosas religiosas, en la práctica, la Iglesia no se opuso a cualquier práctica que no entrara en conflicto directo con su doctrina.

## Adaptación indígena a la nueva religión
Los nativos se adaptaron a aquellos aspectos del cristianismo que concordaran con la visión del cosmos que ya conocían, incluyendo el concepto de la interrelación de ambas, autoridad religiosa y secular. Varias prácticas europeas e indígenas continuaron lado a lado y varias creencias indígenas fueron rediseñadas con nombres y referencias cristianas. El objetivo era preservar la mayor cantidad de símbolos antiguos que siempre habían dado significado al universo. Entre más alejada estuviera la comunidad de la intervención directa de la Iglesia, más delgada era la influencia cristiana. Las creencias y prácticas prehispánicas, por lo tanto sobrevivieron en la nueva religión y dieron color a su expresión. El ejemplo más famoso de esto es el del nacimiento del culto a la Virgen de Guadalupe. El fray franciscano Bernardino de Sahagún sospechaba que era una adaptación posterior a la conquista, del culto Azteca de Tonantzin, la diosa madre. Hubo especulación en aquella época, que el dios Quetzalcóatl había sido retratado como el Apóstol Tomás.
Sin embargo, no todas las reacciones de los nativos fueron dóciles. Al principio, hubo una fuerte resistencia en Tlaxcala. La sierra de Oaxaca resistió violentamente hasta finales de la década de 1550, así como el pueblo otomí y otros más en partes del estado de Michoacán a finales de la década de 1580.

## Llegada de la Inquisición
En la época del descubrimiento y conquista del Nuevo Mundo, Adriano de Utrecht era el Inquisidor General de España. Nombró a Pedro de Córdoba como Inquisidor de las Indias Occidentales en 1520. También tuvo poderes inquisitoriales en México después de la conquista pero no tenía el título oficial. Cuando Juan de Zumárraga se convirtió en el primer obispo de México en 1535, también tuvo estos deberes. Uno de los primeros actos de Zumárraga como inquisidor, fue la persecución de un Señor Azteca quien tomó el nombre de Carlos en el bautismo. Él probablemente era sobrino de Nezahualcóyotl. Zumárraga acusó a este Señor de volver a la adoración de los dioses antiguos y lo mandó quemar a la hoguera el 30 de noviembre de 1539. Sin embargo, esta persecución no fue considerada prudente ni por los españoles seculares, ni por las autoridades religiosas y el mismo Zumárraga fue reprendido por ello. Por muchas razones, la persecución de los nativos por delitos religiosos no fue perseguida activamente. En primer lugar, ya que muchas de las prácticas nativas tenían paralelismos con el cristianismo, y ya que este "paganismo" no era ni el judaísmo ni el islamismo que los españoles habían combatido con tanto celo, las autoridades eclesiásticas optaron mejor por impulsar las prácticas nativas hacia el cristianismo. También, muchos de los monjes enviados a evangelizar a los nativos, se convirtieron en sus protectores contra el trato cruel a manos de las autoridades seculares. Esto contrastaría fuertemente con el tratamiento de los herejes europeos más tarde en el periodo colonial. Sin embargo, como cuestión práctica, probablemente no era prudente seguir dicha ejecución rígida en un entorno en donde los indígenas superaban en número a los conquistadores europeos, quienes también necesitaban gobernar a través de intermediarios indígenas.
Esta es parte de la razón por la cual la Inquisición no fue formalmente establecida en la Nueva España sino hasta 1571. Pero esto no quiere decir que prácticas similares nunca fueron usadas después de la ejecución del Señor Azteca Carlos. El antagonismo con los españoles llevó a la resistencia  Maya en Yucatán en 1546–1547. El fracaso de este movimiento llevó a una evangelización más agresiva, con los Franciscanos descubriendo que a pesar de sus esfuerzos, gran parte de sus prácticas y creencias tradicionales sobrevivieron. Ellos, bajo el mandato de Fray Diego de Landa, decidieron hacer un ejemplo de aquellos que consideraban que habían regresado a antiguas prácticas, sin tener en cuenta los trámites legales correspondientes. Un gran número de personas fueron sometidas a la tortura y muchos de los códices Mayas y libros sagrados fueron quemados.

## Inquisición en el periodo Virreinal
Cuando el Santo Oficio de la Inquisición se estableció en la Nueva España en 1571, no ejerció jurisdicción sobre los indígenas, excepto para el material impreso en lenguas indígenas. El primer inquisidor oficial fue Pedro Moya de Contreras, quien estableció el “Tribunal de la Fe” en la Ciudad de México. Para esto, transfirió los principios de la inquisición establecidos por Tomás de Torquemada en España. Sin embargo, toda la fuerza de la inquisición se haría sentir en las poblaciones no indígenas como la “negra,” “mulata” y española. El historiador Luis González Obregón estima que 51 sentencias de muerte se llevaron a cabo entre los 235–242 años que el tribunal estuvo oficialmente en operación. Sin embargo, los registros de esta época son muy pobres y los números exactos no pueden ser verificados.
Un grupo que sufrió durante esta época fue el del llamado “Cripto-judaísmo” de ascendencia portuguesa. Los judíos que se rehusaban a convertirse al catolicismo, fueron expulsados de España en 1492 y de Portugal en 1497. Cuando España y Portugal se unieron en el reinado de Felipe II, muchos portugueses recién convertidos llegaron a la Nueva España en busca de oportunidades comerciales. En 1642, 150 de estos individuos fueron arrestados en un lapso de tres a cuatro días, y la Inquisición comenzó una serie de juicios. Esta gente fue acusada de ser ‘judaizantes’ , lo cual significaba que aún poseían creencias judías. Muchos eran comerciantes involucrados en las principales actividades de la Nueva España. El 11 de abril de 1649, el estado virreinal realizó el auto de fe más grande, en la Nueva España, en el cual doce de los acusados fueron quemados después de haber sido estrangulados y una persona fue quemada viva. La mayoría de los que quedaron fueron conciliados y deportados a España.
El caso más conocido de este tipo, fue el de Luis de Carvajal y de la Cueva. Nacido como judío en España en el siglo XVI, se convirtió al cristianismo. Sin embargo, se casó con una mujer que no pudo renunciar a su fe hebrea a pesar de que él trato de convertirla. Finalmente cuando decidió quedarse mientras él fue a las Indias Occidentales para comerciar vino, trasladándose a la Nueva España. Ahí se convirtió en un hombre de negocios pero fue más notable como soldado. Peleó para los españoles contra los indios en Xalapa y áreas de la Huasteca Cuando se hizo de un nombre, trajo a parte de su familia, incluyendo su esposa e hijos, desde España a vivir en el estado fronterizo de Nuevo León. Se le acusó de haber hecho una fortuna gracias a la captura y venta de esclavos indios. Se rumoraba que la familia practicaba secretamente ritos judíos. Fue llevado ante la Inquisición y tuvo 22 capítulos de cargos, incluido el comercio de esclavos, pero el cargo principal fue regresar a la fe judía. Fue condenado en 1590 y sentenciado a un exilio de seis años de la Nueva España pero murió antes de que la sentencia pudiera ser impuesta. Más adelante el 8 de diciembre de 1596, la mayoría de su familia, incluida su hermana Francisca y sus hijos Isabel, Catalina, Leonor y Luis, así como Manuel Díaz, Beatriz Enríquez, Diego Enríquez y Manuel de Lucena, un total de nueve personas, fueron torturados y quemados en la hoguera en el Zócalo en Ciudad de México. Uno de sus sobrinos se suicidó saltando de una ventana para evitar la tortura.
Otro caso fue el de Nicolás de Aguilar. Aguilar fue un mestizo, descendiente de un soldado español y una mujer Purépecha. Fue nombrado como funcionario civil en un distrito en Nuevo México. Trató de proteger a los indios Tompiro de los abusos de los sacerdotes Franciscanos. En 1662, debido a las quejas de los Franciscanos, fue arrestado, encarcelado y acusado de herejía. Juzgado en Ciudad de México, Aguilar se defendió pero fue declarado culpable y sentenciado a someterse a un auto de fe , expulsado de Nuevo México por 10 años y de la administración pública de por vida.
Tras una serie de denuncias, las autoridades arrestaron a 123 personas en 1658 por sospecha de homosexualidad. Aunque 99 de ellos lograron desaparecer, la Corte Penal, sentenció a muerte en la hoguera a catorce hombres de diferentes orígenes sociales y étnicos, de acuerdo a la ley aprobada por Isabel la Católica en 1497. Las sentencias se realizaron en un solo día, el 6 de noviembre de 1658. Los registros de estos juicios y aquellos que ocurrieron en 1660, 1673 y 1687, sugieren que en la Ciudad de México al igual que en otras ciudades grandes de la época, había un submundo activo.
El último grupo que tuvo que ser cuidadoso durante esta época fueron los eruditos. Los primeros intentos de reforma de los planes de estudio para mantener el ritmo con influencias europeas contemporáneas fueron exterminados durante la década de 1640 y 1650 por la Inquisición. El objetivo central fue el fray Diego Rodríguez (1569–1668), quien asumió la Primera Cátedra de Matemáticas y Astronomía en la Real y Pontificia Universidad de México en 1637, y trató de introducir las ideas científicas de Galileo y Kepler al Nuevo Mundo. Por treinta años, discutió la eliminación de la teología y metafísica del estudio de la ciencia. Fue el líder de un pequeño círculo de académicos que se reunían semi clandestinamente en casas particulares para discutir nuevas ideas científicas. Las luchas políticas de la década de 1640, puso las sospechas de la Inquisición sobre ellos y una serie de investigaciones y juicios tuvieron lugar a mediados de la década de 1650. Cuando los académicos trabajaban para ocultar libros prohibidos por el decreto del Santo Oficio en 1647, la Inquisición requirió a las seis librerías de la ciudad, sometieran sus listas a revisión bajo la amenaza de multa y excomunión.
Aquellos que eran sentenciados por la Inquisición eran condenados a las cárceles perpetuas en donde, como su nombre lo indica, permanecían durante largos periodos de tiempo, algunos incluso permanecían el resto de su vida encerrados ahí; los condenados tenían castigos variados dependiendo del crimen cometido, de los cuales el más extremo era la ejecución, llevada a cabo en una ceremonia llamada “acto de fe,” que en su mayoría eran realizados en la Ciudad de México de forma pública, particular o singular. En la ejecución pública todos los personajes notables y la mayoría de la población se vestía con sus mejores atuendos. La Iglesia montaba un escenario con púlpitos, mobiliario de calidad para los invitados de la nobleza, tapices, finas telas drapeadas para la decoración y para servir como dosel sobre el escenario. No se reparó en gastos con el fin de mostrar el poder y la autoridad de las autoridades eclesiásticas en esta materia. La ceremonia empezaba con un sermón y una larga declaración de lo que constituía la verdadera fe. La asamblea era requerida de jurar a esto. El condenado era llevado hacia el escenario, vestido con capas con marcas que mostraban su crimen y su castigo. También usaban una especie de gorro de castigo. Se les daba una oportunidad de arrepentirse, en muchos casos, para modificar sus sentencias, como ser estrangulado en lugar de quemado vivo en la hoguera. Entonces la sentencia se llevaba a cabo, esto ocurría en la plaza de Santo Domingo, explanada que se encuentra frente a la iglesia del mismo nombre y al lado del antiguo palacio de la inquisición. La única forma de recibir el perdón de Dios era a través de la muerte.
La inquisición permaneció en el poder oficialmente hasta principios del siglo XIX. Primero fue abolida por decreto en 1812. Sin embargo, las tensiones políticas y el caos la trajeron de vuelta entre 1813 y 1820. Fue abolida definitivamente en 1820.